# Heinrich Morscher
Heinrich Morscher (geboren am 7. August 1929 in Satteins; gestorben am 14. Mai 2008 in Luzern) war ein österreichischer römisch-katholischer Priester, Ordensmitglied der Missionare vom Kostbaren Blut und zeitweise Mitglied des Engelwerks. Er hatte sich als Donate in der Ordensgemeinschaft Regularkanoniker vom Heiligen Kreuz des Werkes engagiert.

## Leben
Nach der Volksschule besuchte Heinrich Morscher das Gymnasium in Feldkirch (Unterstufe) und anschließend das Paulinum Schwaz (Oberstufe). Er trat den Missionaren vom Kostbaren Blut bei und absolvierte sein Theologiestudium an der Universität Salzburg. Am 29. Juni 1954 wurde er in der Kirche des Zisterzienserstiftes Stams durch Bischof Paulus Rusch zum Priester geweiht. Es folgten Tätigkeiten als Kaplan und kirchlicher Erzieher an verschiedenen Orten im deutschsprachigen Raum (Linz, Stadl Paura, Feldkirch, Neuenheerse).
Morscher hielt Exerzitienkurse seit 1964 in Salzburg, Linz und vor allem im Missionshaus Maria Hilf in Kufstein-Kleinholz. Er förderte, ermöglicht durch Spenden aus seiner Exerzitiengemeinschaft, die Mission in der Prälatur Xingu (Brasilien), wo sein Studienfreund Fritz Tschol und Bischof Erwin Kräutler wirkten.
Die damalige Ordensleitung der Missionare vom Kostbaren Blut (Provinzial Josef Epping CPPS) untersagte ihm ein weiteres Wirken als Exerzitienleiter in Kufstein-Kleinholz (1985). Morscher folgte dem Angebot von Hansjörg Bitterlich, Sohn der Engelwerkgründerin Gabriele Bitterlich, Donate im Kreuzorden zu werden, und hielt dann seine Kurse im süddeutschen Raum. In den 1980er Jahren führte Morscher dem Engelwerk und später dem Collegium Sanctissimae Trinitatis in Mayerling mehrere Personen zu.
1986 erörterten der sich zu seiner Mitgliedschaft im Engelwerk bekennende Morscher und sein Ordensbruder Richard Pühringer mit KPE-Gründer Andreas Hönisch und Ingo Dollinger, dem Rektor der Engelwerk-Hochschule Institutum Sapientiæ im brasilianischen Anápolis, Pläne zur Gründung einer neuen engelwerk-nahen Ordensgemeinschaft. Beide gehörten außerdem seit 1985 als Donaten dem Kreuzorden im Engelwerk an, von dem sich Morscher 1988 (nach einer unbestätigten Vermutung Heribert Bastels, Superior des Collegium Sanctissimae Trinitatis in Mayerling und etwas später auch Pühringer (in seinem Fall bis zum Beginn seiner Seelsorgertätigkeit für die Schwesternschaft vom Heiligen Kreuz) angeblich wieder trennten. 2002 arbeitete Pühringer (wieder) mit dem Engelwerk zusammen und wirkte als Seelsorger des weiblichen Zweiges des Kreuzordens im Engelwerk in Scheffau am Wilden Kaiser.

## Kontroversen 2002
Morscher spielte eine Schlüsselrolle in einer Kontroverse, die 2001 durch Vorfälle an einer Realschule in Auerbach in der Oberpfalz ausgelöst wurde. Dort kam es zu einem Konflikt der dort unterrichtenden Königgrätzer Schulschwestern mit dem bayerischen Kultusministerium, dem Erzbistum Bamberg und den anderen Trägern des Zweckverbandes, dem Landkreis Amberg-Sulzbach und der Stadt Auerbach. An der Schule wurden in den vom Ministerium zugelassenen Biologiebüchern für die 10. Klasse zum Thema „Sexualität und Fortpflanzung“ 14 Seiten herausgerissen und kurz darauf auch das Biologiebuch für die 8. Klassen eingezogen. Nach Meinung von Kritikern wurde damit eigenmächtig Zensur ausgeübt. Ferner wurde über angsteinflößende Pädagogik im Kindergarten, wie beispielsweise das Drohen mit Höllenstrafen, über Kleidungsvorschriften für Schülerinnen sowie Verbindungen einiger Ordensmitglieder zum Engelwerk berichtet. Die Engelwerk-Nachwuchsorganisation Katholische Pfadfinderschaft Europas hatte 1994 berichtet, dass sieben ihrer Mitglieder als Lehrkräfte an der Schule untergekommen waren.
Im Verlauf der Untersuchungen stellte sich heraus, dass Morscher bereits 1972 als Hausgeistlicher ins Kloster gekommen und später der Engelwerk-Führungsorganisation „Regularkanoniker vom Heiligen Kreuz“ beigetreten war. Nach einer Intervention von Kultusministerin Monika Hohlmeier (CSU) setzte der Vatikan die bayerische Provinzleitung der Schulschwestern ab. Etwa 80 Auerbacher Schulschwestern verließen den Orden. Sechs von zwölf an der Schule beschäftigten Nonnen verließen die Schule und konnten sich mit Unterstützung der (Erz-)Bischöfe von Salzburg und St. Pölten, Georg Eder und Engelwerk-Mitglied Kurt Krenn, in deren Diözesen niederlassen. Im Bistum St. Pölten organisierten sich die Morscher nahe stehenden ehemaligen Schulschwestern unter dem Namen Dienerinnen der Immaculata neu als Institut diözesanen Rechts, vier von ihnen führten den Haushalt bei Bischof Krenn. Generaloberin wurde Morschers Kontaktperson und Vertraute Helga Peintner. Im Januar 2002 verglich Eder die staatlichen Maßnahmen in dieser Sache mit den Methoden des Naziregimes; die Methoden glichen sich und einzig die Akteure hätten sich geändert. Er räumte „eigene gute Erfahrungen“ mit dem Engelwerk ein und bestritt, dass es sich dabei um eine Sekte handle. Auch der Salzburger Weihbischof Andreas Laun verteidigte das Verhalten der betreffenden Nonnen. Der Bayerische Landtag begrüßte hingegen den Weggang der als Lehrerinnen tätig gewesenen Nonnen.
Das Erzbistum Bamberg verbot Morscher 2002 aufgrund dieser Vorfälle die Zelebration von Messen sowie das Abhalten von Gottesdiensten und Exerzitien. Auch die Predigterlaubnis und Beichtvollmacht im Erzbistum wurden ihm entzogen. Morscher wurde vom Gebiet des Erzbistums verbannt. 
Nach der Darstellung des Benediktinerpaters Udo Fischer, die ohne Gegendarstellung blieb, war Morscher zu dieser Zeit weiterhin Mitglied des Engelwerkes. Der Vertraute Morschers, Kaplan Helmut Prader, Mitglied der engelwerknahen Gemeinschaft vom Heiligen Josef, hatte 2001 die Zugehörigkeit Morschers bestritten. Der Historiker Wolfgang Benz stuft das Engelwerk als Geheimbund ein.
Nach Inkrafttreten dieser Kirchenstrafen nahm Bischof Krenn Morscher im Bistum St. Pölten auf. Im St. Pöltner Diözesanblatt wurde festgehalten: „P. Heinrich Morscher, Mitglied der Gesellschaft der Missionare vom Kostbaren Blut, wurde mit 1. November 2002 in die Diözese St. Pölten inkardiniert“.
Morscher starb am 14. Mai 2008 in Luzern. Das Requiem feierte Bischof Erwin Kräutler zusammen mit dem Bruder des Verstorbenen, dem Engelwerk-Mitglied Edelbert Morscher.